# Microgoniella tristicula
Microgoniella tristicula är en insektsart som först beskrevs av Melichar 1926.  Microgoniella tristicula ingår i släktet Microgoniella och familjen dvärgstritar. Inga underarter finns listade i Catalogue of Life.